# رادوسلاو روخالی
رادوسلاو روخالی (انگلیسی: Radoslav Rochallyi؛ زادهٔ ۱ مهٔ ۱۹۸۰) نویسنده، شاعر، نقاش، و فیلسوف اهل چکسلواکی (اسلواکی کنونی) است.

## زندگی‌نامه
روچالی در باردیوف، چکسلواکی در خانواده ای با ریشه لمکو و مجارستانی به دنیا آمد. نویسنده فارغ التحصیل رشته مدیریت در مدرسه تحصیلات تکمیلی بین المللی لندن و دارای گواهینامه هنرهای زیبا است که در موسسه پرات دریافت کرده است. او همچنین فلسفه و ریاضیات (جبر خطی) خواند. او عضو منسا است.